# Зильс-Мария
«Зильс-Мария» (англ. Clouds of Sils Maria) — драматический фильм режиссёра Оливье Ассаяса, его англоязычный дебют. В главных ролях — Жюльет Бинош и Кристен Стюарт. Фильм — совместного немецко-французско-швейцарского производства. Был выбран для участия в основной конкурсной программе 67-го Каннского кинофестиваля. Удостоен крайне высоких оценок мировой кинопрессы и ряда наград.

## Сюжет
В восемнадцать лет Мария Эндерс (Жюльет Бинош) с успехом дебютировала в пьесе MalojaSnake («Малойская змея»). Она исполнила роль Сигрид, амбициозной девушки с непреодолимым обаянием, которая сначала очаровала, а потом довела до самоубийства взрослую женщину по имени Хелена. Эта роль изменила её жизнь. Более двадцати лет спустя, на пике славы, Марию приглашают в Цюрих на церемонию вручения престижной награды от имени автора и режиссёра, которому она обязана своим ранним признанием, Вильгельма Мельхиора, живущего ныне отшельником в швейцарской деревне Зильс-Мария. Но неожиданная смерть последнего за несколько часов до церемонии погружает Марию Эндерс в круговорот времени. Прошлое, которое никогда не спит, возвращается.

## В ролях
| Актёр          | Роль             |
| -------------- | ---------------- |
| Жюльет Бинош   | Мария Эндерс     |
| Кристен Стюарт | Валентина        |
| Хлоя Морец     | Джо-Энн Эллис    |
| Джонни Флинн   | Кристофер Джайлз |
| Ларс Айдингер  | Клаус Дистервег  |
| Ханнс Зишлер   | Хенрик Вальд     |
| Брэди Корбет   | Пирс Роальдсон   |
| Жиль Чуди      | Мэр Цюриха       |

## Производство
Основные съёмки фильма проходили с середины августа по октябрь 2013 года. Премьера в Каннах прошла 23 мая 2014 года.

## Награды и номинации
Фильм получил престижный Приз Луи Деллюка как лучший фильм в декабре 2014 года. Фильм выдвигался в шести номинациях на французскую премию «Сезар», включая лучший фильм, лучший режиссёр, лучшая актриса, лучший оригинальный сценарий и лучшая операторская работа, Кристен Стюарт получила премию как лучшая актриса второго плана и стала первой в истории американской актрисой, завоевавшей премию «Сезар».
| Год  | Награда                  | Категория                    | Номинация                     | Результат |
| ---- | ------------------------ | ---------------------------- | ----------------------------- | --------- |
| 2014 | Приз Луи Деллюка         | Лучший фильм                 | Оливье Ассаяс                 | Победа    |
| 2014 | Мюнхенский кинофестиваль | Best International Film      | Оливье Ассаяс                 | Номинация |
| 2014 | Премия Люмьер            | Лучшая актриса               | Жюльет Бинош                  | Номинация |
| 2014 | Каннский кинофестиваль   | Золотая пальмовая ветвь      |                               | Номинация |
| 2015 | Премия «Сезар»           | Лучшая актриса второго плана | Кристен Стюарт                | Победа    |
| 2015 | Премия «Сезар»           | Лучшая актриса               | Жюльет Бинош                  | Номинация |
| 2015 | Премия «Сезар»           | Лучший оригинальный сценарий | Оливье Ассаяс                 | Номинация |
| 2015 | Премия «Сезар»           | Лучший режиссёр              | Оливье Ассаяс                 | Номинация |
| 2015 | Премия «Сезар»           | Лучший фильм                 | Шарль Жилибер и Оливье Ассаяс | Номинация |
| 2015 | Премия «Сезар»           | Лучшая работа оператора      | Йорик Ле Со                   | Номинация |